# Fengtai-Stadion
Das Fengtai-Stadion ist ein Fußballstadion mit Leichtathletikanlage im Fengtai Sports Center der chinesischen Hauptstadt Peking. Es wurde für die Asienspiele 1990 geplant und war während der Asienspiele vor allem Ort für das Fußballturnier der Männer. Nach den Asienspielen wurde das Stadion von 2006 bis 2008 hauptsächlich als Heimstätte von Beijing Guoan genutzt und ist seit 2016 Heimstätte des chinesischen Zweitligisten Beijing Renhe.

## Lage und Ausstattung
Das Stadion liegt im Südwesten von Peking im gleichnamigen Stadtbezirk Fengtai. Es ist Teil des Fengtai-Sports-Center zu dem neben dem Stadion noch das Fengtai-Softballstadion und ein Baseballstadion gehören. Das Gelände ist an der 4. Ringstraße gelegen und durch den U-Bahnhof Dajing mit der dort verkehrenden U-Bahn-Linie 14 direkt an den öffentlichen Personennahverkehr angebunden.
Die Sportstätte hat insgesamt 30.043 Plätze, die in 20 Blöcke und eine VIP-Lounge unterteilt sind. Davon sind jeweils fünf Blöcke Teil der Nord-, Ost-, Süd- und Westtribüne, die als Haupttribüne zudem über die VIP-Lounge verfügt. Außerhalb des Stadions befinden sich zwei Flutlichtmasten in der Nordost- und Südostecke. In den Tribünen finden sich viele kleine Geschäfte, die auch außerhalb von Veranstaltungen geöffnet sind, sowie öffentliche Toiletten, die jederzeit zugänglich sind.

## Nutzung und Veranstaltungen
Während der Asienspiele 1990 fanden zehn Spiele des Fußballturniers der Herren im Fengtai-Stadion statt. Davon waren acht Spiele Teil der Gruppenphase und die anderen beiden waren jeweils Viertelfinalspiele. 2004 fanden laut einer am Gebäude befestigten Erinnerungstafel einige Spiele der Asienmeisterschaft im Fengtai-Stadion statt, aber dafür gibt es keine Belege.
Ab 2006 wurde die Anlage von Beijing Guoan als Heimstätte genutzt, da das Arbeiterstadion für die Olympischen Spiele 2008 umgebaut wurde. Neben den regelmäßigen Ligaspielen empfing Guoan am 5. August 2007 den FC Barcelona im Fengtai-Stadion, der im Rahmen seiner Asienreise zu einem Freundschaftsspiel angereist war. Die Spanier gewannen das Duell vor ausverkauften Rängen mit 3:0. In Guoans letztem Jahr im Fengtai-Stadion fanden dann zudem drei Gruppenspiele der AFC Champions League im Stadion statt.
2008 spielte TVXQ ein Konzert im Fengtai-Stadion und auch Kanye West sollte Ende September 2008 auftreten, aber das Konzert wurde kurzfristig innerhalb Pekings verlegt. Seit 2016 trägt mit dem chinesischen Zweitligisten Beijing Renhe wieder ein Fußballverein regelmäßig seine Heimspiele im Fengtai-Stadion aus.

## Galerie

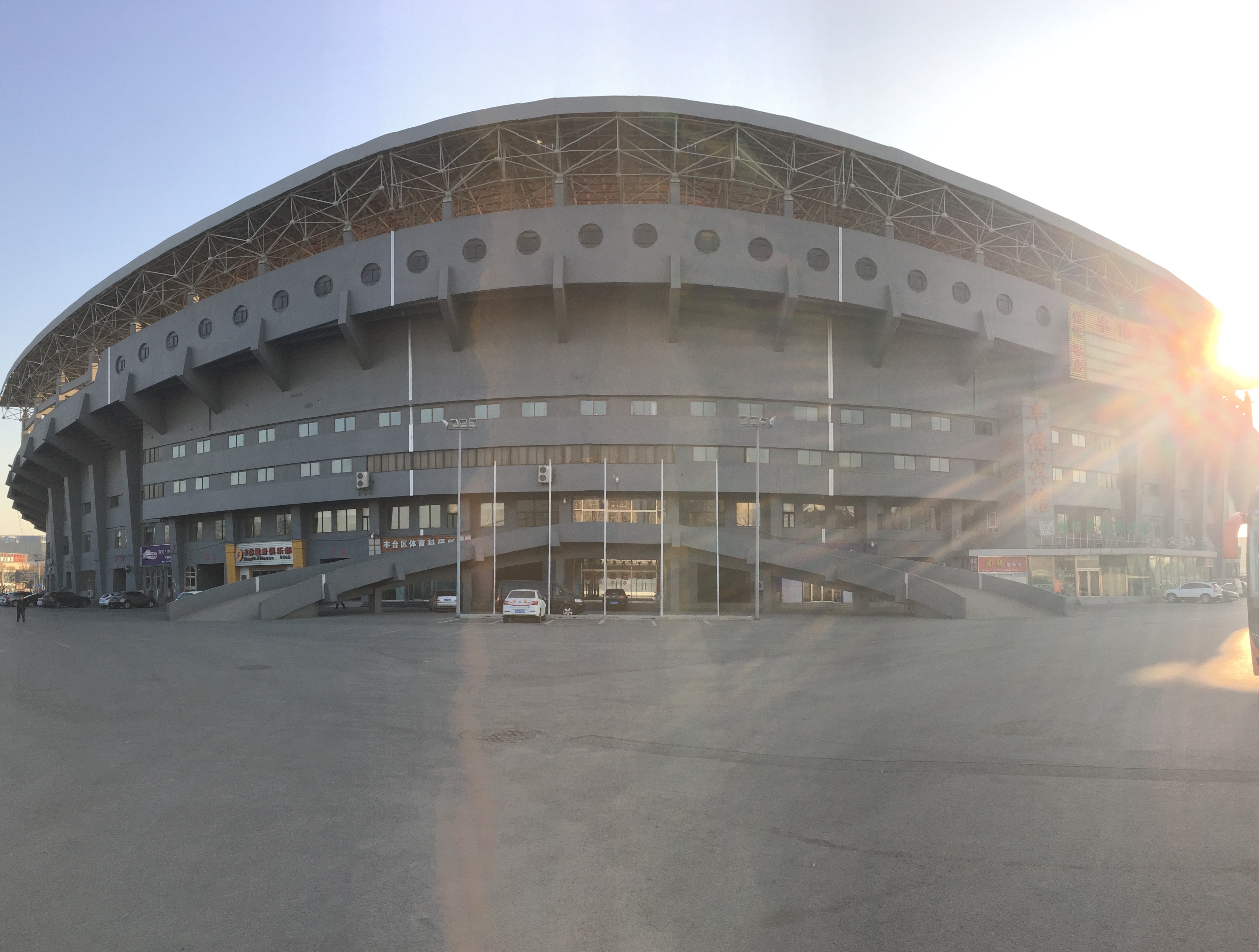
Die Westseite des Stadions
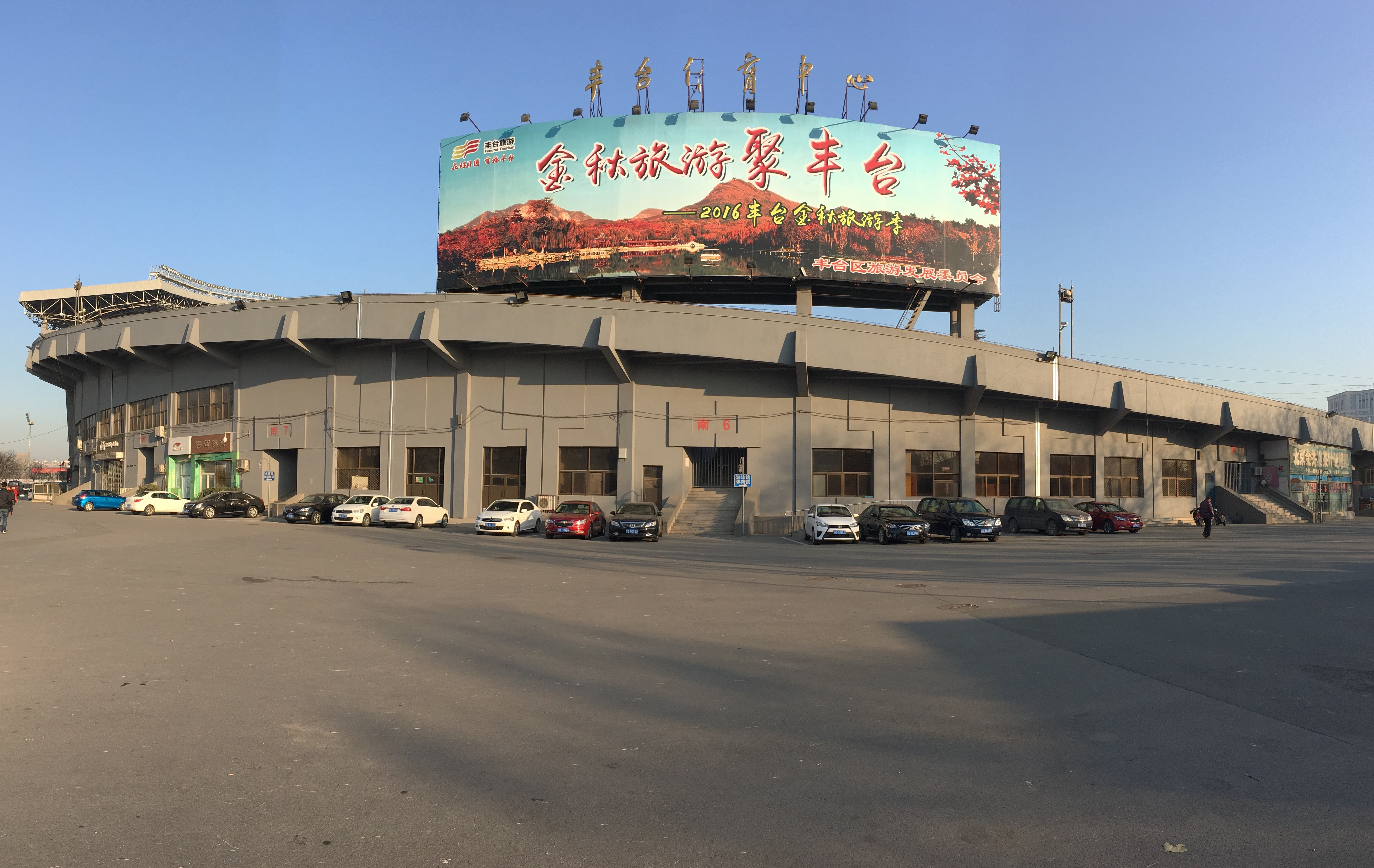
Die Südseite des Stadions
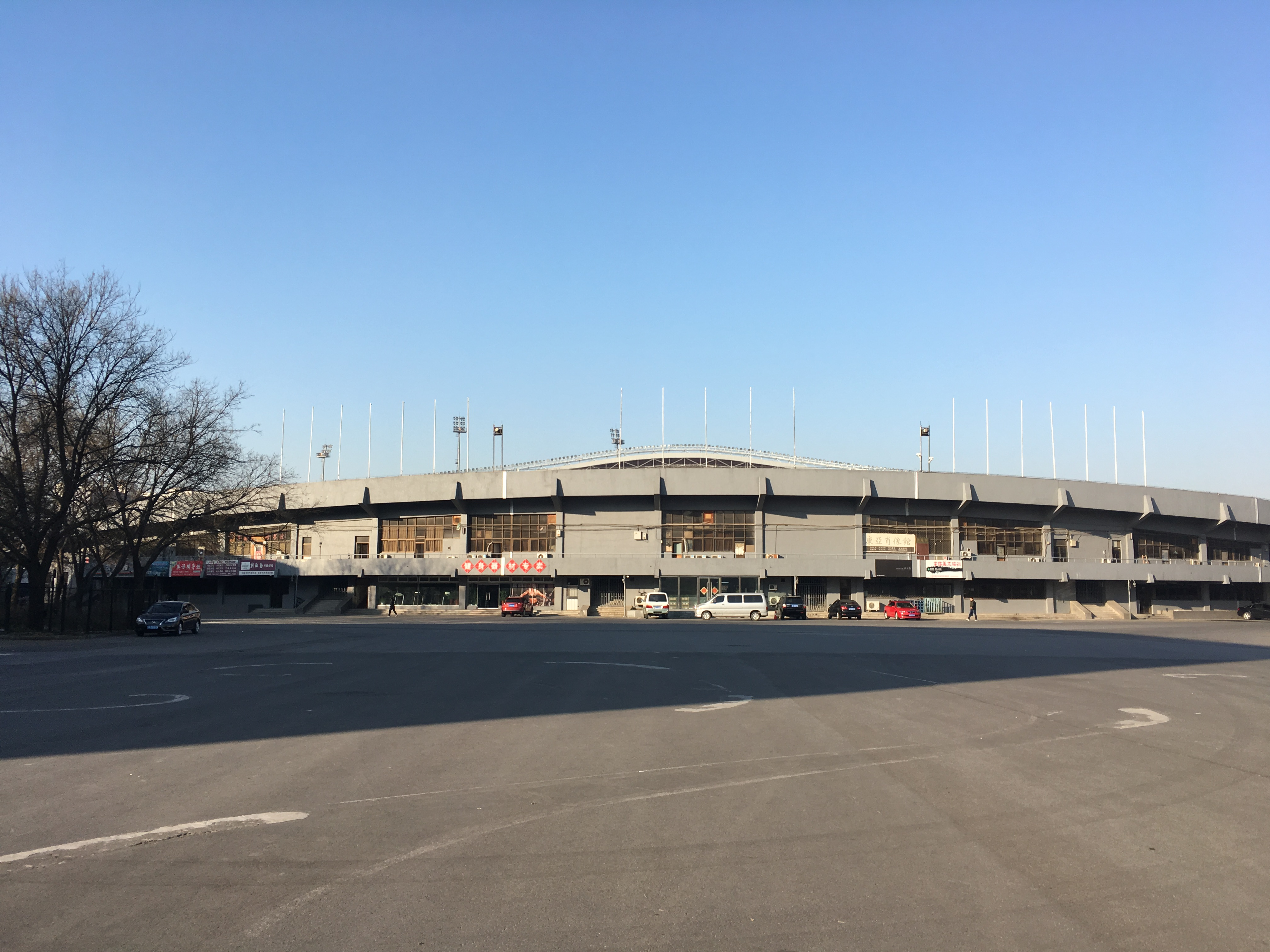
Die Ostseite des Stadions
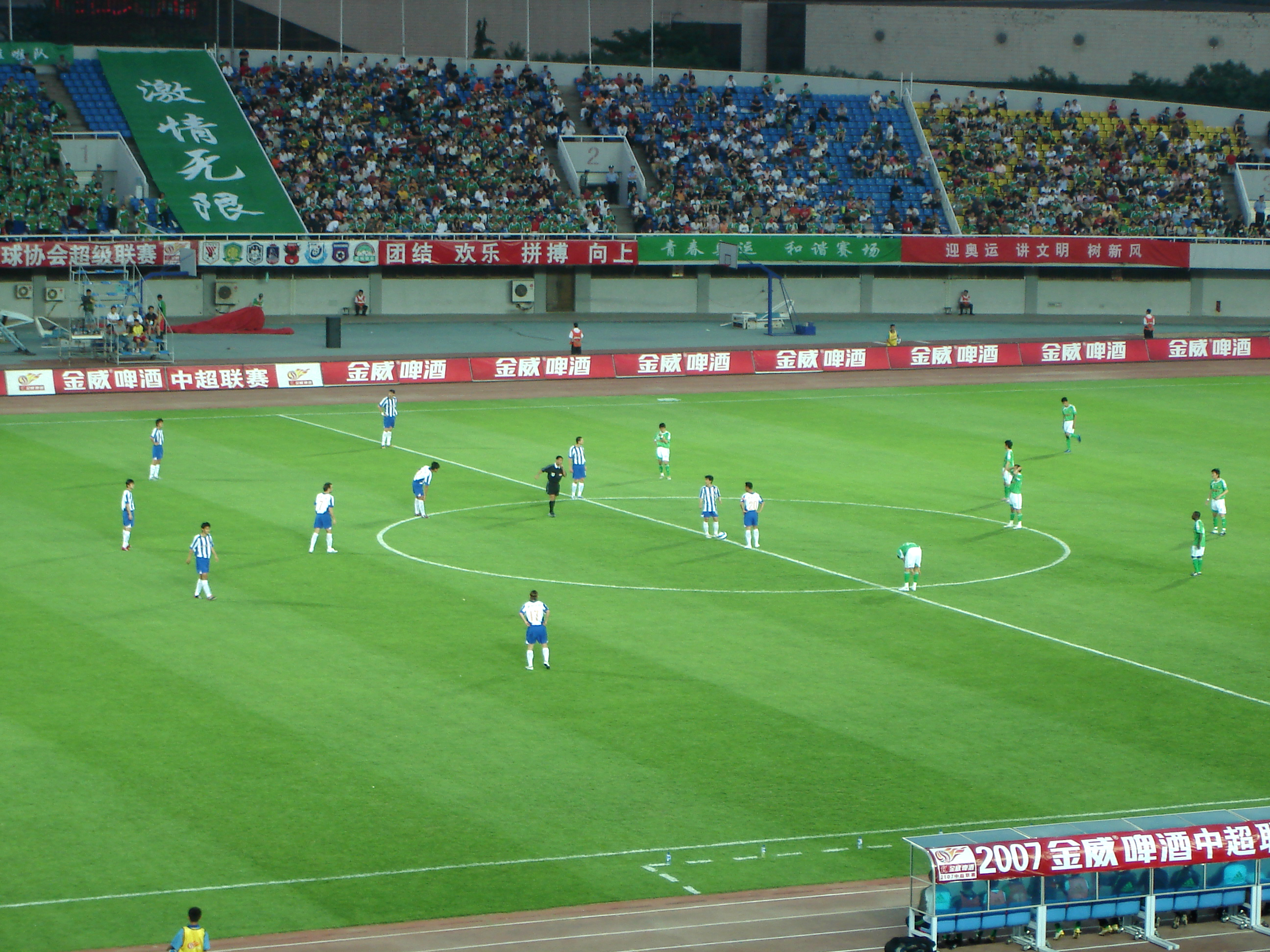
Ein Spiel von Beijing Guoan 2007
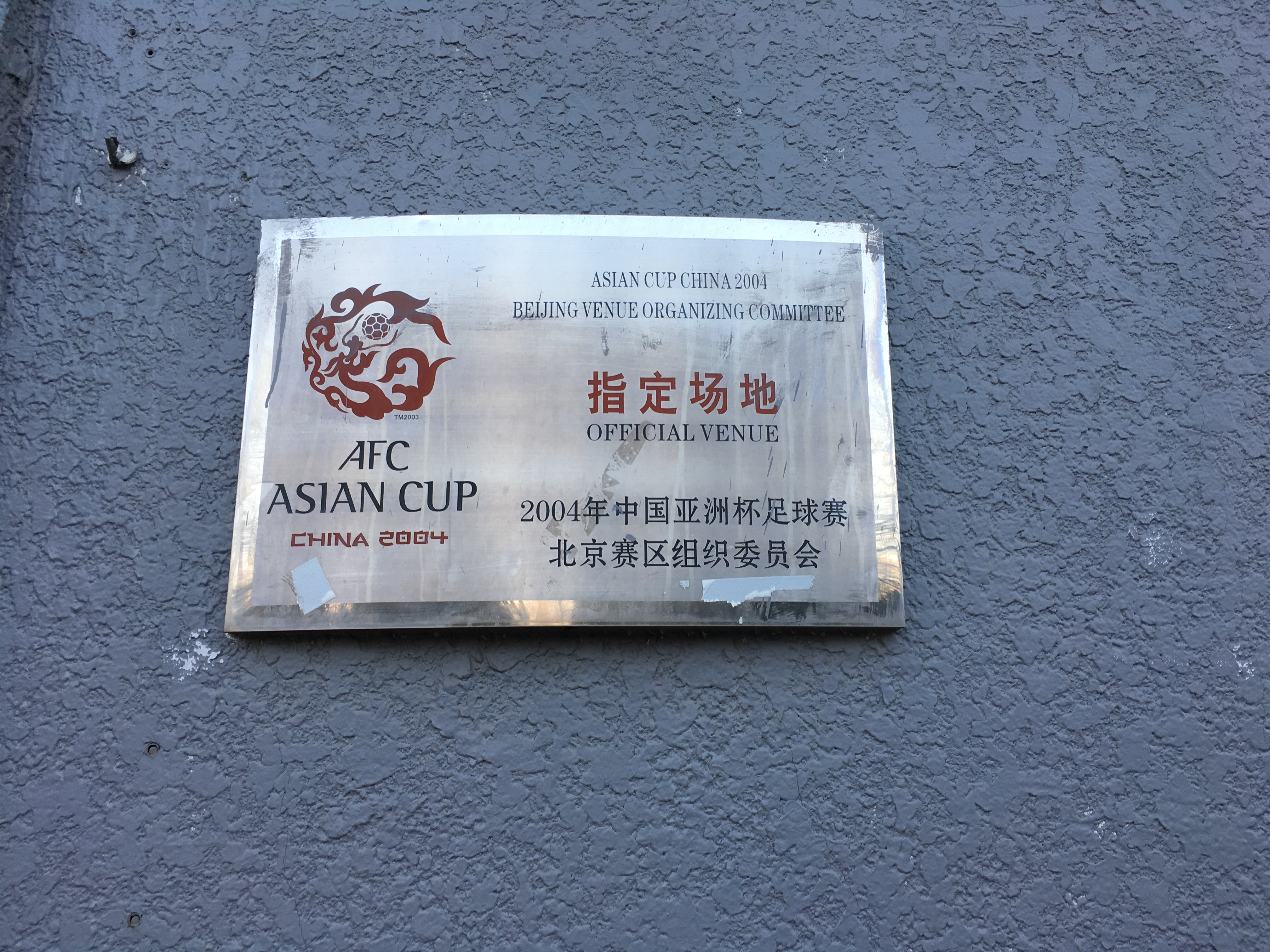
Die Erinnerungstafel für die Fußball-Asienmeisterschaft 2004